# Златополь (разъезд, Алтайский край)
Златополь — упразднённый в 2009 году населённый пункт (тип: разъезд) в Кулундинском районе Алтайского края России. Входил в состав Златополинского сельсовета.

## География
Расположен в западной части Алтайского края.

## История
10 ноября 2009 года законом № 86-ЗС «Об упразднении разъезда Златополь Златополинского сельсовета, Железнодорожной Казармы 15 км Курского сельсовета, разъезда 129 км Октябрьского сельсовета Кулундинского района Алтайского края и внесении изменений в отдельные законы Алтайского края» был упразднён разъезд Златополь.

## Инфраструктура
Населённый пункт возник для обслуживания инфраструктуры железной дороги — разъезда (раздельный пункт, предназначенный для скрещения и обгона поездов).

## Транспорт
Автомобильный (дорога 01К-16) и железнодорожный транспорт.